# Paulo Henrique Carneiro Filho
Paulo Henrique, mit vollem Namen Paulo Henrique Carneiro Filho (* 13. März 1989 in João Pessoa), ist ein seit 2018 vereinsloser brasilianischer Fußballspieler.

## Karriere
Henrique begann seine Karriere 2005 in der Jugend des brasilianischen Erstligisten Atlético Mineiro, für den er am 10. Juni 2007 gegen den FC São Paulo als Wechselspieler sein Debüt in einem Pflichtspiel der ersten Mannschaft gab und zugleich mit seinem ersten Tor den Siegtreffer markierte. Einen Stammplatz sicherte ihm das aber nicht: bei seinen insgesamt 13 Meisterschaftsspielen, in denen er zwei weitere Treffer erzielte, stand er nur drei Mal in der Anfangsformation.
Noch im selben Jahr verpflichtete er sich für fünf Jahre beim niederländischen Erstligaverein SC Heerenveen. In drei Spielzeiten kam er auf 55 Liga-Einsätze und 16 Tore. 2009 gewann er mit Heerenveen den niederländischen Pokal durch einen 5:4-Sieg im Elfmeterschießen gegen den FC Twente, nachdem es nach Verlängerung 2:2 stand. Henrique wurde dabei in der 87. Minute eingewechselt. Im März 2010 wurde sein Vertrag vorzeitig aufgelöst und er wurde formell von Desportivo Brasil, einem Viertligisten der Staatsliga von São Paulo, unter Vertrag genommen. Dieser verlieh ihn umgehend an den Erstligisten SE Palmeiras, bei dem er aber kaum zum Zug kam und lediglich als Wechselspieler in der Staatsmeisterschaft zu Einsätzen kam.
Zu Beginn der Saison 2010/11 wurde er an den belgischen Erstligisten KVC Westerlo, wo er in 39 Pflichtspielen 22 Treffer erzielte, verliehen.
Der ehemalige Trainer Urbain Braems vermittelte Mitte 2011 einen Wechsel zum früher von ihm betreuten türkischen Erstligisten Trabzonspor, der ihn für 3,3 Millionen Euro vom Rechteeigner Desportivo Brasil ablöste. Nachdem er in den ersten beiden Spielzeiten hinter den Erwartungen geblieben war, steigerte er sich in seiner dritten Saison, der Saison 2013/14, deutlich und wurde mit 14 Ligatoren erfolgreichster Torschütze seiner Mannschaft.
Im Sommer 2014 wechselte Henrique zum chinesischen Verein Shanghai Shenhua. Von diesem Klub wurde er die ersten eineinhalb Spielzeiten im Kader behalten und dann der Reihe nach an Liaoning Hongyun, GD Estoril Praia und Sport Recife ausgeliehen.
Zur Saison 2017/18 kehrte er mit seinem Wechsel zum Erstligisten Akhisar Belediyespor in die Türkei zurück, spielte hier eine Saison lang und gewann den nationalen Pokal. Seitdem ist er vereinslos.

## Erfolge
- Niederländischer Pokalsieger: 2009
- Türkischer Pokalsieger: 2018